# Kosový potok
Der Kosový potok, auch Kosí potok (deutsch Amselbach, am Oberlauf auch Wonschabach, Wunschelbach und Altbach) ist ein linker Zufluss der Mže (Mies) in Tschechien.

## Verlauf
Der Kosový potok entspringt im Oberpfälzer Wald, zwei Kilometer südwestlich des auf der deutsch-tschechischen Grenze errichteten Steines für den (früheren) Mittelpunkt Europas, zwischen den Bergen Dyleň (Tillenberg, 939 m), Čupřina (Schopfberg, 865 m), Tišina (Die Ruh, 792 m) und Hřebínek (Kammtberg, 703 m) in einer Höhe von 721,5 m. Auf seinem zunächst nach Osten führenden Lauf liegen die Ansiedlung Háj, das Moor Onše (Wonscha) und die Mineralquelle Jedlová. Über Jedlová, Sekerské Chalupy, Pozorka, Vonšovský Mlýn fließt der Bach bei Valy in die Tachauer Furche. Sein Tal bildet von hier bis Dolní Kramolín die natürliche Grenze zwischen Kaiserwald und Oberpfälzer Wald.
Über Klimentov, Velká Hleďsebe, Hamrníky, Úšovice, Vysoká Pec, Chotěnov, Dolní Kramolín, Pístov, Lazurový Mlýn, Michalovy Hory, Caltov, Český Mlýn, Křínov, Zámecký Mlýn, Třebel und Záhoří fließt der Kosový potok nun in südwestliche, dann südliche Richtungen, wobei er ab Dolní Kramolín im Naturpark Kosový potok durch das  Vorland des Oberpfälzer Waldes ein tiefes Tal mit zahlreichen Flussschleifen bildet. Gegenüber der Ansiedlung Víska mündet der Kosový potok nach 35,5 km am südwestlichen Fuße der Vlčí hora in 402,5 m ü. M. in die Mže. Sein  Einzugsgebiet des Flusses umfasst 244,4 km².

## Zuflüsse
- Bahnitý potok (l), in Valy
- Panský potok (r), bei Hamrníky
- Úšovický potok (l), bei Vysoká Pec
- Drmoulský potok (r), bei Chotěnov
- Senný potok (r), aus dem Teich Regent bei Dolní Kramolín
- Hutní potok (l), bei Hostíčkov
- Hostíčkovský potok (l), bei Hostíčkov
- Meziveský potok (l), bei Caltov
- Kořenský potok (l), bei Kořen
- Týnecký potok (r), bei Svahy